# Francisc Șirato
Francisc Șirato (n. 13 august 1877, Craiova, România – d. 4 august 1953, București, România) a fost un pictor, desenator și grafician  român, una din personalitățile de seamă ale artei românești din prima jumătate a secolului al XX-lea. A făcut parte din "Grupul celor patru", alături de Nicolae Tonitza, Ștefan Dimitrescu și Oscar Han.

## Biografie

### Copilăria / Precizarea vocației
Francisc Șirato a fost descendentul unei familii de țărani francezi care au fost colonizați la sfârșitul secolului al XVIII-lea în Banat. Bunicul său, care era fântânar, s-a mutat înainte de unirea principatelor la Craiova. Artistul s-a născut la 15 august 1877, la Craiova, într-o familie de mici meseriași. Tatăl, constructor de binale, s-a stabilit cu familia în mahalaua Dăneștilor la marginea orașului, acolo unde pictorul a văzut lumina zilei. Aici a avut Francisc Șirato primele manifestări ale vocației de artist, așa cum a declarat el însuși:  
„Pe la 1880, așadar, pe când aveam mai puțin de cinci ani, mahalaua Dănești, din marginea Craiovei, unde m-am născut, semăna a țară. Trăiau acolo gospodari muncitori, în case aidoma celor de la sate: cu porți mari, cu coșarcă, cu război în casă, cu vite. Îmbrăcămintea lor era țărănească, albă, cu o cămașă lungă. Acolo mă jucam cu copiii prin praful uliței. Aveam și eu o cămașă oltenească, încinsă cu o curea la mijloc. Creșteam în voia domnului, la o răscruce de drumuri, în preajma unei fântâni cu cumpănă. Dumnezeu a avut grijă de noi: nici n-am căzut în fântână, nici n-am fost călcați de căruțe. Așa cresc copiii la țară, la întâmplare. Atunci am avut eu prima inițiere în artă: privind troița cu sfinți frumos colorați, în preajma fântânii. Nu-mi pot aduce aminte fără părere de rău de vremurile acelea depărtate. Înțeleg că firea mea, preferința mea pentru simplicitate, pentru mediile necomplicate, pentru oamenii de treabă, care-și spun gândul întreg sau nu-l spun de loc, decât să mintă, purced de aici”.
După ce a terminat cursurile primare la o școală din apropierea casei, tatăl său, care-l vedea negustor sau contabil, l-a dat la o școală comercială din Craiova. Din cauza faptului că Francisc își pierdea adesea timpul desenând figuri și hărți sau citea cărți de istorie și nu-i plăcea matematica, el mergea deseori la atelierul de litografie al Institutului Grafic din Craiova. Acolo, un lucrător în vârstă l-a inițiat în metodele de imprimare. În foarte scurt timp, și-a însușit temeinic tehnicile grafice și începând din anul 1897 a început să execute afișe în culori, afișe care au fost, de altfel, primele de acest gen din România. Așa se face că prima lucrare importantă a lui a fost din domeniul graficii -- afișul pentru romanul Cum iubim de Traian Demetrescu. Ca urmare a realizării acestui afiș, el a primit o suma considerabilă pentru acele vremuri într-un cuantum de 120 de lei și Constantin Mille i-a adus elogii într-un articol din presa craioveană.

## Studii
Șirato hotărăște totuși să se dedice picturii și, în 1898, pleacă în Germania la Düsseldorf. Neavând suficiente resurse materiale, nu reusește să urmeze cursurile Academiei de Artă de acolo. Pentru a avea cu ce trăi, este nevoit să lucreze într-un atelier de gravură. În 1899 se întoarce în țară, iar în anul următor se înscrie la "Școala Națională de Arte Frumoase" din București. Își câștigă existența lucrând afișe în diverse tipografii și, mai ales, desenând și litografiind icoane în culori. Expune pentru prima dată la "Salonul Oficial" în 1907, pictura sa nu este remarcată, dar desenele sale nu pot trece neobservate. Ele apar cu regularitate în paginile revistei "Furnica", unele din ele inspirate din răscoalele țărănești din 1907. Înainte de primul război mondial, între 1908 și 1914, expune în cadrul "Tinerimii Artistice", numărându-se printre primii membri ai acestei asociații. În picturile din acea vreme, Șirato este preocupat de probleme de compoziție și caută să obțină, prin intensitatea pastei și prin alăturări contrastante de culori, o anumită lumină capabilă să imprime mișcare unei scene. Experimentează și diviziunea de tonuri caracteristică neoimpresionismului, dar este nemulțumit cu reducerea picturii la efectele optice. În căutarea mijloacelor celor mai potrivite pentru exprimarea conținutului pe care vrea să-l redea în artă, Șirato găsește unele impulse în pictura lui Cézanne, cu arhitectura ei echilibrată, precum și în folclorul românesc.
În timpul primului război mondial a realizat câteva cicluri de desene în care înfățișează dramele provocate de război, lucrări pe care le prezintă la expoziția personală din 1921. Cu această expoziție se încheie o primă perioadă din activitatea artistului, deosebit de valoroasă în grafică, și se consacră tot mai mult picturii. În 1920, aderă la gruparea "Arta Română", în cadrul căreia expune până în 1924. În anul următor, înființează, împreună cu pictorii Nicolae Tonitza și Ștefan Dimitrescu și cu sculptorul Oscar Han "Grupul celor patru". Grupul nu și-a alcătuit un anumit program, pe cei patru i-a unit o concepție comună despre artă precum și o strânsă prietenie.
În căutare de noi mijloace de limbaj, cu scopul de a reda mai pregnant conținutul, artistul va fi și mai mult preocupat de problema construirii imaginii prin lumină. Primele soluții importante le va aduce în compoziția "Întoarcerea de la târg" (lucrare dispărută), prezentată la "Salonul Oficial" din 1926. Delimitarea formelor se face prin contraste de culoare și lumină rezultând din alăturarea a două culori de valori diferite.

Bustul lui Francisc Şirato la mormântul său din Cimitirul Evanghelic Luteran din Bucureşti

În 1917 a devenit custode la Muzeul Național de Artă populară, iar mai târziu, în anul 1932, Șirato a fost numit profesor la "Academia de Belle-Arte" din București, remarcându-se ca un bun pedagog. În 1946, pictorului, căruia cu mulți ani în urmă i se acordaseră premii la manifestări artistice internaționale (Barcelona, Bruxelles, Paris, New York), i se decernează "Premiul Național pentru Pictură". În 1947 expoziția sa personală s-a bucurat de un mare succes. Aceasta a fost însă și ultima sa expoziție. Francisc Șirato a avut și o bogată activitate publicistică, a scris numeroase articole și cronici de artă în revista "Sburătorul" a lui Eugen Lovinescu și în "Cugetul românesc". A redactat (1938) o monografie consacrată lui Nicolae Grigorescu. 
La 4 august 1953 s-a stins din viață și a fost înmormântat în cimitirul evanghelic luteran din București. În 1956 i s-a organizat o amplă retrospectivă postumă în parcul Herăstrău din București.

## Distincții
- Ordinul Meritul Cultural, în gradul de Cavaler clasa I, pentru artă (1 februarie 1943)[11]

## Galerie imagini
Francisc Șirato: Galerie de tablouri

## Lucrări de reprezentative
- Picturi: Saltimbancii, Popas, Țigănci pe maidan, Vânzător de covoare, Han părăsit, Tekirghiol, Natura statică, Fata lucrând, Studiu, Femeia cu bluza roșie, Bluza albă, Geamie, Siesta, în fața oglinzii, Piața la Balcic, Sighișoara, Flori galbene, Flori, Vas cu flori, Gălbenele, Trandafiri;
- Grafică: ilustrații publicate în „Furnica”, „Nea Ghiță”, „Seara” și „Cronica”;
- Desene: Țărani, Ciobănași, Trei țărani.

## Citate
- "Șirato vibrează adânc în fața realității, fiindcă ochiul său subtil nu se oprește numai la aparențele fizice ale oamenilor și ale lucrurilor, ci trece dincolo de ele, pătrunzând în profunzimile lor spirituale..." (Nicolae Tonitza)
- "Francisc Șirato e artistul care, cu pensula și culoarea, gândește. Și gândul lui continuă departe în tabloul zugrăvit, dincolo de el, și nu se mai isprăvește. El va umbla mereu când altora se va fi sfârșit încă de mult" (Tudor Arghezi)